# Dominique Badji
Dominique Badji (ur. 16 października 1992 w Dakarze) – senegalski piłkarz występujący na pozycji środkowego napastnika w amerykańskim klubie D.C. United.